# Moje serce w dwóch światach
Moje serce w dwóch światach (ang. Still Me) – brytyjska powieść romantyczna z 2018 autorstwa Jojo Moyes. Jest trzecią książką z serii Lou Clark, której pierwszy tom pod tytułem Zanim się pojawiłeś został zekranizowany w 2016. Książka ukazała się 30 stycznia 2018 nakładem Penguin Books. Polska wersja pojawiła się 6 czerwca 2018 nakładem wydawnictwa Znak Literanova, w tłumaczeniu Agnieszki Myśliwy i Niny Dzierżawskiej. Powieść znalazła się na liście bestsellerów New York Timesa. Na początku 2019 zdobyła także tytuł Książki Roku 2018 w kategorii literatura obyczajowa i romans według portalu Lubimy Czytać, zdobywając 1 865 głosów.